# Kurt Lieck
Kurt Edgar Franz Lieck (* 16. Februar 1899 in Charlottenburg, heute Ortsteil von Berlin; † 19. Dezember 1976 in Remagen) war ein deutscher Schauspieler, Theaterregisseur, Schriftsteller und Hörspielsprecher.

## Leben
Kurt Lieck kam als zweitältester Sohn des Kunstmalers Josef Lieck und seiner Ehefrau Margarethe, geborene Stuertz (* 1873 in Dömitz an der Elbe, † 1936 in Berlin-Mariendorf), in der damals noch eigenständigen Gemeinde Charlottenburg zur Welt. Er hatte noch drei Geschwister:
- Ernst Lieck (* 1898 in Berlin, † 1923 in Berlin), Kunstgewerbler
- Walter Lieck (* 1906 in Berlin, † 1944 in Berlin), Kabarettist, Schauspieler, Drehbuchautor
- Grita Lieck (* 1910 in Berlin, † 1981 in Ratzeburg), Sachbearbeiterin

Nach seiner Schulausbildung nahm er Schauspielunterricht am Deutschen Theater Berlin. Seine ersten Engagements erhielt er in Leipzig, Düsseldorf und Karlsruhe. Danach ging er an die Münchner Kammerspiele und an das Neue Schauspielhaus in Wien. Weitere Stationen folgten, u. a. in Mannheim und zuletzt in Baden-Baden. Dabei war Lieck immer wieder auch als Regisseur tätig.
Zu seinen Bühnenhauptrollen gehörten:
- Präsident in Kabale und Liebe von Friedrich Schiller,
- Bettler in Das große Welttheater von Pedro Calderón de la Barca,
- Titelrolle in Dantons Tod von Georg Büchner,
- Titelrolle in Peer Gynt von Henrik Ibsen,
- Titelrolle im Urfaust von Johann Wolfgang von Goethe und
- Karl Moor in Die Räuber von Friedrich Schiller.

Vor der Kamera war Lieck nur selten zu sehen, wie zum Beispiel 1959 in dem Fernsehfilm Ein Traumspiel nach August Strindberg, mit Inge Langen, Helmut Peine und Tilla Durieux. Beim Hörfunk war Lieck in unzähligen Sprechrollen zu hören und gehörte nach dem Zweiten Weltkrieg zu den meistbeschäftigten Hörspielsprechern in der Bundesrepublik Deutschland. Seine wohl bekannteste Rolle war die des Sir Graham Forbes in zehn der zwölf Paul-Temple-Hörspiele von Francis Durbridge, die vom NWDR, bzw. vom WDR zwischen 1949 und 1968 produziert wurden. In Paul Temple und der Fall Genf, in dem die Rolle des Sir Graham nicht vorkam, sprach er den Schweizer Kriminalbeamten Monsieur Walter Neider. Seine wichtigsten Partner in dieser Reihe waren René Deltgen, Annemarie Cordes, Herbert Hennies, Heinz Schimmelpfennig und Peter René Körner.
Zu weiteren Mehrteilern, in denen er mitwirkte, gehörten unter anderen Glocken des Todes (1964) von Ernst Hall mit Hermann Lenschau und Alwin Joachim Meyer sowie 1955 Der Schatz im Silbersee nach Karl May mit Heinz Schimmelpfennig und Herbert Steinmetz. Hier sprach er die Rolle des Old Shatterhand, genau wie ein Jahr später in Winnetou mit Hansjörg Felmy und 1958 in Old Surehand mit Heinz Klingenberg und Werner Rundshagen. 1964 hatte er als Scheik Mohammed Emin einen weiteren Auftritt in einer Karl-May-Adaption, mit Paul Klinger, Heinz Schacht und Heinz von Cleve in Durch die Wüste. In dem Zwei-Personen-Stück Wirklich schade um Fred von James Saunders war er 1965 gemeinsam mit Edith Schultze-Westrum zu hören.
Aus seiner ersten Ehe (Hochzeit am 2. Juli 1932 in Mannheim) mit Irmtraut Raschka (* 14. August 1905 in Mautern an der Donau, † unbekannt) ging der Sohn Peter Lieck (1935–2006) hervor, der wie sein Vater Schauspieler und Hörspielsprecher wurde. In zweiter Ehe war er mit Gerda Elisabeth Hübner (* um 1911, † 1. Oktober 1976 in Remagen) verheiratet, mit der er eine gemeinsame Tochter, Maria Lieck (* um 1950) hatte. Kurt Lieck verstarb gut zweieinhalb Monate nach seiner Frau in Remagen.

## Filmografie
- 1956: Das salomonische Frühstück – Fernsehfilm – Regie: Karl Peter Biltz
- 1958: Menschen im Werk (als er selbst) – Regie: Gerhard Lamprecht
- 1959: Ein Traumspiel (Universitätskanzler) – Fernsehfilm – Regie: Wilhelm Semmelroth
- 1961: 100000 Dollar Belohnung (Thomas Blainer) – Fernsehfilm – Regie: Heinz Wilhelm Schwarz
- 1961: Der entscheidende Augenblick – Fernsehfilm – Regie: Imo Moszkowicz

## Theater
- 1948: George Bernard Shaw: Der Arzt am Scheideweg – Regie: Karl Kendzia (Landestheater Sachsen-Anhalt Halle (Saale) – Kammerspiele)

## Hörspiele (Auswahl)
- 1948: Das Geheimnis des Pater Brown; 6. Folge: Der rote Mond von Meru (Meister vom Berge) – Regie: Eduard Hermann
- 1949: Das vergessene Ich (Der Untersuchungsrichter) – Regie: Ludwig Cremer
- 1949: Der arme Heinrich (Hartmann von Aue), nach Gerhart Hauptmann – Regie: Wilhelm Semmelroth
- 1950: Die Vernehmung des Judas Ischariotes (Alexander der Große, König von Macedonien) – Regie: Wilhelm Semmelroth
- 1951: Der Hauptmann von Köpenick (Oberwachtmeister) – Regie: Karl Peter Biltz
- 1951: Das große Netz (Ballard) – Regie: Gert Westphal
- 1951: Fünfundzwanzig Uhr (Präfekt) – Regie: Gert Westphal
- 1951: An der Mosel auf den blauen Schieferleyen – Regie: Raoul Wolfgang Schnell
- 1951: Paul Temple und der Fall Curzon (Sir Graham Forbes) – Regie: Eduard Hermann
- 1952: Jeden Morgen wird es morgen (Prof. Dr. Brunöhler) – Regie: Eduard Hermann
- 1953: Paul Temple und der Fall Vandyke (Sir Graham Forbes) – Regie: Eduard Hermann
- 1953: Sie klopfen noch immer – Regie: Eduard Hermann
- 1953: Der gerechte Herr Boll (Kommissar) – Regie: Alois Garg
- 1954: Der Klassenaufsatz (von Scholz) – Regie: Gert Westphal
- 1954: Robinson soll nicht sterben (Erzähler), nach Friedrich Forster – Regie: Kurt Meister
- 1954: Paul Temple und der Fall Jonathan (Sir Graham Forbes) – Regie: Eduard Hermann
- 1955: Heinrich Böll: Anita und das Existenzminimum – Regie: Fritz Schröder-Jahn (NWDR 1955)
- 1955: Paul Temple und der Fall Madison (Sir Graham Forbes) – Regie: Eduard Hermann
- 1955: Der Schatz im Silbersee (Old Shatterhand) – Regie: Kurt Meister
- 1955: Der Patriot (Pahlen) – Regie: Gert Westphal
- 1955: Die Stimme hinter dem Vorhang, nach Gottfried Benn – Regie: Gert Westphal (Hörspiel – SWF)
- 1956: Winnetou (Old Shatterhand) – Regie: Kurt Meister
- 1956: So weit die Füße tragen (Dr. Heinz Stauffer) – Regie: Franz Zimmermann
- 1956: Anwalt Gordon Grantley plaudert aus seiner Praxis (Gordon Grantley) (10 Teile) – Regie: Kurt Meister
- 1957: Paul Temple und der Fall Gilbert (Sir Graham Forbes) – Regie: Eduard Hermann
- 1957: Ein Herz voller Liebe (Savigny) – Regie: Wilhelm Semmelroth
- 1957: Dantons Tod (Legendre) – Regie: Otto Kurth
- 1957: Es geschah in ... England; Folge: Nicht leicht, ein Narr zu sein (Philip) – Regie: Otto Kurth
- 1957: Bayard Veiller: Der Prozeß der Mary Dugan – Bearbeitung und Regie: Alfred Hartner
- 1958: Paul Temple und der Fall Lawrence (Sir Graham Forbes) – Regie: Eduard Hermann
- 1958: Old Surehand (Old Shatterhand) – Regie: Kurt Meister
- 1958: Aktion ohne Fahnen (Knudsen), nach dem Roman Sansibar oder der letzte Grund – Regie: Fritz Schröder-Jahn
- 1958: Es geschah in ... Bayern; Folge: Ärger mit Jenny (Professor) – Regie: Raoul Wolfgang Schnell
- 1958: Die Heideschuster. Eine Komödie (Sepeteus, Kantor) – Regie: Walter Knaus
- 1958: Fred Hoyle: Die schwarze Wolke (Royal Astronomer) – Regie: Marcel Wall (Hörspielbearbeitung, Science-Fiction-Hörspiel – SWF)
- 1959: Paul Temple und der Fall Spencer (Sir Graham Forbes) – Regie: Eduard Hermann
- 1959: Es geschah in... Schweden; Folge: Schall und Rauch (Lars Almkvist) – Regie: Heinz Dieter Köhler
- 1960: Maigret und der gelbe Hund (Jean Servières) – Regie: Gert Westphal
- 1960: Es geschah in ... Nordamerika; Folge: Sylvia und die Maus (Professor Baever) – Regie: Edward Rothe
- 1960: Vor Sonnenuntergang, nach Gerhart Hauptmann – Regie: Walter Knaus
- 1960: Die Galoschen des Unglücks (1) (Pater Anselmus) – Regie: Raoul Wolfgang Schnell
- 1960: Es geschah in ... Hongkong; Folge: Schwarzflug nach China (Tungtschih) – Regie: Raoul Wolfgang Schnell
- 1960: Von Ratten und Evangelisten (Erzähler) – Regie: Martin Walser
- 1960: Die Legende vom heiligen Trinker (Herr gesetzten Alters) – Regie: Raoul Wolfgang Schnell
- 1960: Es geschah in ... Amerika; Folge: Der Nixomat (Mr. Crockson) – Regie: Raoul Wolfgang Schnell
- 1961: Paul Temple und der Fall Conrad (Sir Graham Forbes) – Regie: Eduard Hermann
- 1962: Paul Temple und der Fall Margo (Sir Graham Forbes) – Regie: Eduard Hermann
- 1962: Onkelchens Traum (Fürst), nach Fjodor Dostojewski – Regie: Walter Knaus
- 1962: Rashomon (Richter) – Regie: Peter Schulze-Rohr
- 1962: Hier darf nur geflogen werden (Pfarrer) – Regie: Cläre Schimmel
- 1962: Ein ausgebrannter Fall, nach Graham Greene (Doktor Colin) – Regie: Oswald Döpke
- 1963: Mein Flug über den Ozean (Vater Lindbergh), nach Charles Lindbergh – Regie: Heinz Dieter Köhler
- 1963: Die Probe (Sprecher) – Regie: Gerhard F. Hering
- 1964: Durch die Wüste (Scheik Mohammed Emin) – Regie: Manfred Brückner
- 1964: Glocken des Todes (Doktor Wyler) – Regie: Rolf von Goth
- 1965: Unwiederbringlich (Erzähler), nach Theodor Fontane – Regie: Heinz Wilhelm Schwarz
- 1965: Wirklich schade um Fred (Mr. Pringle) – Regie: Oswald Döpke
- 1965: Der göttliche Aretino (Tizian) – Regie: Otto Kurth
- 1966: Paul Temple und der Fall Genf (Inspektor Walter Neider) – Regie: Otto Düben
- 1966: Ein Fall für Perry Clifton: Das Geheimnis der weißen Raben (Sir Douglas Everbridge) – Regie: Heinz Dieter Köhler
- 1966: Feuer für eine Zigarette (Diener Ryder) – Regie: Curt Goetz-Pflug
- 1966: Trents letzter Fall (Sir James Molley) – Regie: Hans Gerd Krogmann
- 1966: Fred Hoyle: Die schwarze Wolke (Bill Marlborough) – Regie: Otto Düben (Hörspielbearbeitung, Science-Fiction-Hörspiel – WDR)
- 1967: Der Müller von Sanssouci (Prinz Heinrich), Hörspiel von Peter Hacks – Regie: Hermann Naber
- 1967: Requiem für Josephine (Talleyrand) – Regie: Heinz Dieter Köhler
- 1967: Der große Unbekannte (Dr. Malden) – Regie: Hermann Pfeiffer
- 1967: Manfred (Abt), nach Lord Byron – Regie: Heinz Wilhelm Schwarz
- 1968: Paul Temple und der Fall Alex (Sir Graham Forbes) – Regie: Otto Düben
- 1968: Erste Hilfe (Alfred Janz) – Regie: Otto Düben
- 1968: Die Freunde (Ivek) – Regie: Günther Sauer
- 1968: Parmenion (Parmenion) – Regie: Günther Sauer
- 1968: Sie werden mir zum Rätsel, mein Vater (Abraham ein Organist) – Regie: Klaus Schöning
- 1968: Die Rosenbergs dürfen nicht sterben (Richter) – Regie: Friedhelm Ortmann (2 Teile)
- 1968: Flucht zu den Sternen (Dr. Gray, Vater von Alda Gray) – Regie: Heinz Dieter Köhler
- 1968: Die Quadratur des Eies – Regie: Otto Düben
- 1969: Die Verfolgung und Ermordung Jean Paul Marats dargestellt durch die Schauspielgruppe des Hospizes zu Charenton unter Anleitung des Herrn de Sade (de Sade) – Regie: Bernhard Rübenach
- 1969: Selbst wenn wir schweigen sollten (Richter) – Regie: Friedhelm Ortmann
- 1969: Der Gouverneur ist zu perfekt (von Isaac Asimov) (Dr. Alfred Lanning) – Regie: Andreas Weber-Schäfer
- 1969: Unterwegs (Wowas Vater) – Regie: Gert Westphal
- 1969: Der Langweiler (Detektiv) – Regie: Otto Düben
- 1970: Der Märtyrer (Alanai) – Regie: Andreas Weber-Schäfer
- 1971: Mr. und Mrs. Squirrel (Mr. Squirrel) – Regie: Friedhelm Ortmann
- 1971: Abflug (Edward) – Regie: Otto Kurth
- 1973: Prognose für den Nachmittag (Eine Mumie) – Regie: Raoul Wolfgang Schnell
- 1973: Zielscheibe (General Winslow) – Regie: Hermann Naber
- 1974: Temperatursturz (Raumschiffkapitän) – Regie: Andreas Weber-Schäfer
- 1976: Die Berührung des roten Planeten (James Steffen) – Regie: Friedrich Scholz
- 1976: Die Wölfin, nach Jean Chatenet – Regie: Raoul Wolfgang Schnell (Kriminalhörspiel – SDR)
- 1976: Der Wind in den Weiden nach Kenneth Grahame – Regie: Charlotte Niemann
- 1977: Professor Tarantogas Sprechstunde (Professor Tarantoga), nach Stanisław Lem – Regie: Dieter Hasselblatt

Alle Angaben entstammen der Internet-Datenbank des ARD-Hörspielarchivs, jetzt ARD-Hörspieldatenbank

### Kommerzielles Hörspiel
- 1976: Der Wind in den Weiden – Schallplattenaufnahme